# Franz Xaver Bauer
Franz Xaver Bauer (* 1859 in Arnschwang; † nach 1918) war ein deutscher Politiker.

## Leben
Bauer studierte Rechtswissenschaften und war ab 1879 Mitglied der katholischen Studentenverbindung KDStV Aenania München im CV.
Bauer war Landgerichtsdirektor in Amberg und gehörte von 1914 bis 1918 für den Wahlkreis Amberg der Kammer der Abgeordneten des Bayerischen Landtags als Nachfolger des ausgeschiedenen Franz Xaver Lerno an. 